# سنجه‌های برادفورد هیل
سنجه‌های برادفوردهیل (معیارهای برادفورد هیل یا اصول برادفورد هیل) گروهی از کمینه شرایطی هستند که برای نشان دادن شواهد کافی برای تأیید یک رابطه علی میان یک پیشامد و یک پیامد ضروری هستند. سر آستین برادفورد هیل (۱۸۹۷–۱۹۹۱)، همه‌گیرشناس انگلیسی برای نخستین بار این سنجه‌ها را در سال ۱۹۶۵ به کار گرفت.

## معیارهای نه‌گانه
این معیارها عبارتند از:
۱. توان: نخستین سنجه بر توان همراهی دو متغیر تأکید دارد. اگر جامعه مورد پژوهش دارای ناهمسانی در یافته‌ها با درجات بالا باشد، بسیار ساده‌تر می‌توان به علیت اشاره کرد. نباید فراموش شود که گاه ممکن است یک «همراهی» یا یک «همزمانی» دیده شده در پژوهش با رابطه علت و معلول اشتباه گرفته شود.
1. پایداری: پایداری همراهی است که به علیت استناده می‌کند. یافته‌های پایدار و سازگار در نمونه‌های گوناگون و در زمان‌ها و مکان‌های گوناگون که به دست پژوهشگران گوناگون بررسی شده باشد، وجود یک رابطه را تقویت می‌کند.[۱]
2. ویژه بودن: هنگامی که یک جامعه آماری خاص در یک مکان خاص با یک متغیر خاص پیوند داشته باشد، رابطه علیت محتمل‌تر است.[۱]
3. زمانبندی: معلول باید پس از علت رخ دهد.[۱] اگر معلول همزمان یا پیش از علت فرضی رخ دهد، رابطه نمی‌تواند علیتی باشد.
4. شیب زیست‌شناختی: همراهی منحنی میزان واکنش به علت یا نمودار زیستی است.[۲] برای نمونه کسانی که بیشتر سیگار می‌کشند باید بیش از غیرسیگاری‌ها محتمل به ابتلا به سرطان ریه باشند.
5. باورپذیری (خِرَدپذیری): توان پذیرش علمی و تئوریک همراهی دو متغیر است. اگر هیچ پیوندی میان پدیده‌های گوناگون باورپذیر نباشد باید در استنباط علیت هوشیار و محتاط باشیم.[۲]
6. وابستگی: هم‌راستایی شواهد است. هیل می‌گوید تداخل علت و معلول ناشی از یک همراهی نباید به شکل قابل توجه با قوانین رایج شناخته شده رفتار حیاتی و زیست شناختی بیماری مورد مطالعه در تضاد باشد.[۲]
7. آزمایش پذیری: در بیشتر موارد ممکن است که ادعای وجود یک رابطه را آزمایش تجربی کنیم.[۱]
8. قیاس پذیری: تأثیر عوامل مشابه نیز ممکن است به وجود شناخت رابطه علیت کمک کند.[۱]

هیچ‌کدام از نه سنجه بالا، شاهد قطعی و مسلمی در دفاع یا رد فرضیه علت و معلولی نمی‌آورند. با این حال، این نه شرط کم یا بیش شواهدی را برای علیت فراهم می‌کنند. نسبت دادن علیت، کاری بسیار خطیر و جدی است. بهترین پند دربارهٔ گرفتن نتیجه از مسئله علت و معلول ار طرح‌های غیرتجربی این است که به معیارهای «برادفورد هیل» استناد کرده و با دقت بسیار رابطه‌های مورد نظر را تفسیر کنیم.